# Mistrovství světa v plážovém fotbale 2019
Mistrovství světa v plážovém fotbale 2019 bylo 20. ročníkem MS v plážovém fotbale, které se konalo v Paraguayi ve městě Luque, v období od 21. listopadu do 1. prosince 2019. Jednalo se o celkový 20. ročník a o desátý, který pořádala FIFA po tom, co šampionát vzala pod svojí záštitu místo Beach Soccer Worldwide. Účastnilo se ho 16 týmů, které byly rozděleny do 4 skupin po 4 týmech. Ze skupiny postoupily do vyřazovací fáze první a druhý celek. Vyřazovací fáze zahrnovala 8 zápasů. Poprvé v historii se závěrečný turnaj mistrovství světa v plážovém fotbale konal ve vnitrozemské zemi. Třetí titul získalo Portugalsko, které porazilo ve finále Itálii 6:4. Nováčkem turnaje byl tým Běloruska.

## Stadion
Mistrovství se odehrálo na jednom stadionu v jednom hostitelském městě: Los Pynandi Stadium (Luque).
| Luque               |
| ------------------- |
| Los Pynandi Stadium |
| Kapacita: 2820      |

### Kvalifikace
| - Severní, Střední Amerika a Karibik (CONCACAF) - Mexiko - USA - Jižní Amerika (CONMEBOL) - Uruguay - Brazílie |  | - Evropa (UEFA) - Švýcarsko - Portugalsko - Bělorusko - Itálie - Rusko - Asie (AFC) - Japonsko - Spojené arabské emiráty - Omán |  | - Afrika (CAF) - Nigérie - Senegal - Oceánie (OFC) - Tahiti - Hostitel - Paraguay |

## Zápasy

### Skupinová fáze
| Vysvětlivky                                           |
| ----------------------------------------------------- |
| Týmy na prvních dvou místech postupují do čtvrtfinále |
| Vítěz zápasu je tučně zvýrazněn                       |

Čas každého zápasu je uveden v lokálním čase. 

#### Skupina A
| Tým       | Z | V | R | P | VG | IG | +/− | B |
| --------- | - | - | - | - | -- | -- | --- | - |
| Japonsko  | 3 | 3 | 0 | 0 | 14 | 10 | +4  | 9 |
| Švýcarsko | 3 | 1 | 1 | 1 | 18 | 17 | +1  | 4 |
| Paraguay  | 3 | 1 | 0 | 2 | 15 | 13 | +2  | 3 |
| USA       | 3 | 0 | 0 | 3 | 10 | 17 | −7  | 0 |

| 21. listopadu 2019 17:50                                                                           |        |                                                                                            |                                                                  |
| Švýcarsko                                                                                          | 8 : 6  | USA                                                                                        | Los Pynandi Stadium, Luque diváci: 578 rozhodčí: Aecio Fernández |
| Dejan Stanković 1', 14' Glenn Hodel 6' Noël Ott 10', 32', 33' Eliott Mounoud 21' Philipp Borer 27' | Report | Jason Leopoldo 2' (pen.) Nick Perera 15', 32' Oscar Reyes 27', 27' (pen.) Jason Santos 30' | Los Pynandi Stadium, Luque diváci: 578 rozhodčí: Aecio Fernández |

| 21. listopadu 2019 21:00                                   |        |                                                                   |                                                                  |
| Paraguay                                                   | 4 : 5  | Japonsko                                                          | Los Pynandi Stadium, Luque diváci: 2 483 rozhodčí: Raúl González |
| Carlos Carballo 22', 34' Pedro Morán 28' Edgar Barreto 32' | Report | Masanori Okuyama 13' Ozu Moreira 16', 27' Takuya Akaguma 24', 36' | Los Pynandi Stadium, Luque diváci: 2 483 rozhodčí: Raúl González |

| 23. listopadu 2019 17:50                 |        |                                                        |                                                                    |
| USA                                      | 3 : 4  | Japonsko                                               | Los Pynandi Stadium, Luque diváci: 642 rozhodčí: Sofien Benchabane |
| Alessandro Canale 9', 33' Chris Toth 20' | Report | Ozu Moreira 9', 33' Naoya Matsuo 13' Teruki Tabata 30' | Los Pynandi Stadium, Luque diváci: 642 rozhodčí: Sofien Benchabane |

| 23. listopadu 2019 21:00                                                      |               |                                                                                               |                                                                       |
| Paraguay                                                                      | 6 : 7 (prod.) | Švýcarsko                                                                                     | Los Pynandi Stadium, Luque diváci: 2 847 rozhodčí: Suhaimi Mat Hassan |
| Yoao Rolón 8' Jesus Rolón 28', 29' (pen.), 38' Luis Ojeda 32' Pedro Morán 34' | Report        | Jan Ostgen 2' Noël Ott 12' Glenn Hodel 19' Dejan Stanković 22', 37', 39' (pen.) Mo Jaeggy 32' | Los Pynandi Stadium, Luque diváci: 2 847 rozhodčí: Suhaimi Mat Hassan |

| 25. listopadu 2019 17:50                                                  |        |                                              |                                                                  |
| Japonsko                                                                  | 5 : 3  | Švýcarsko                                    | Los Pynandi Stadium, Luque diváci: 361 rozhodčí: Alex Valdiviezo |
| Takuya Akaguma 2', 8' Takaaki Oba 21' Ozu Moreira 21' Masayuki Komaki 29' | Report | Noël Ott 10' Dejan Stanković 33' (pen.), 35' | Los Pynandi Stadium, Luque diváci: 361 rozhodčí: Alex Valdiviezo |

| 25. listopadu 2019 21:00 |        |                                                                                               |                                                                     |
| USA                      | 1 : 5  | Paraguay                                                                                      | Los Pynandi Stadium, Luque diváci: 2 847 rozhodčí: Ingilab Mammadov |
| Jason Leopoldo 30'       | Report | Pedro Morán 9' Jesus Rolón 11' Edgar Barreto 23' Carlos Carballo 24' (pen.) Carlos Ovelar 30' | Los Pynandi Stadium, Luque diváci: 2 847 rozhodčí: Ingilab Mammadov |

#### Skupina B
| Tým     | Z | V | R | P | VG | IG | +/− | B |
| ------- | - | - | - | - | -- | -- | --- | - |
| Itálie  | 3 | 2 | 0 | 1 | 21 | 10 | +11 | 6 |
| Uruguay | 3 | 2 | 0 | 1 | 9  | 9  | 0   | 6 |
| Tahiti  | 3 | 2 | 0 | 1 | 16 | 17 | −1  | 6 |
| Mexiko  | 3 | 0 | 0 | 3 | 3  | 13 | −10 | 0 |

| 21. listopadu 2019 16:15 |        |                                                                |                                                             |
| Itálie | 12 : 4 | Tahiti                                                         | Los Pynandi Stadium, Luque diváci: 537 rozhodčí: Ivo Moraes |
| Gabriele Gori 2', 6', 13', 32' (pen.), 36' Francesco Corosiniti 9', 10' Emmanuele Zurlo 18', 18', 29', 33' Marcello Percia Montani 30' | Report | Ariihau Teriitau 4' Chan-Kat 12' Raimana Li Fung Kuee 13', 26' | Los Pynandi Stadium, Luque diváci: 537 rozhodčí: Ivo Moraes |

| 21. listopadu 2019 19:25 |        |        |                                                                    |
| Uruguay                  | 1 : 0  | Mexiko | Los Pynandi Stadium, Luque diváci: 997 rozhodčí: Bakhtiyor Namazov |
| Gaston Laduche 36'       | Report |        | Los Pynandi Stadium, Luque diváci: 997 rozhodčí: Bakhtiyor Namazov |

| 23. listopadu 2019 16:15                                                                                      |        |                         |                                                                   |
| Tahiti | 6 : 1  | Mexiko                  | Los Pynandi Stadium, Luque diváci: 326 rozhodčí: Łukasz Ostrowski |
| Gervais Chan-Kat 12', 22' Ariihau Teriitau 21' (pen.) Tearii Labaste 27' Heimanu Taiarui 29' Patrick Tepa 35' | Report | José David Vizcarra 25' | Los Pynandi Stadium, Luque diváci: 326 rozhodčí: Łukasz Ostrowski |

| 23. listopadu 2019 19:25                                                    |        |                           |                                                                |
| Uruguay                                                                     | 4 : 3  | Itálie                    | Los Pynandi Stadium, Luque diváci: 1 069 rozhodčí: Hany Farouk |
| Andres Laens 7' Guillermo Costa 17' Gaston Laduche 20' Santiago Miranda 27' | Report | Gabriele Gori 4', 7', 36' | Los Pynandi Stadium, Luque diváci: 1 069 rozhodčí: Hany Farouk |

| 25. listopadu 2019 16:15             |        |                                                         |                                                              |
| Mexiko                               | 2 : 6  | Itálie                                                  | Los Pynandi Stadium, Luque diváci: 216 rozhodčí: Said Hachim |
| Érick Sámano 26' Ramón Maldonado 29' | Report | Gabriele Gori 3', 9', 13', 14', 22' Emmanuele Zurlo 23' | Los Pynandi Stadium, Luque diváci: 216 rozhodčí: Said Hachim |

| 25. listopadu 2019 19.25                                                                         |        |                                                              |                                                                     |
| Tahiti                                                                                           | 6 : 4  | Uruguay                                                      | Los Pynandi Stadium, Luque diváci: 1 318 rozhodčí: Gonzalo Carballo |
| Ariihau Teriitau 3' Patrick Tepa 10', 30' Alvin Tehau 14' Tearii Labaste 22' Heimanu Taiarui 26' | Report | Nicolas Bella 5', 34' Gaston Laduche 27' Marcelo Capurro 30' | Los Pynandi Stadium, Luque diváci: 1 318 rozhodčí: Gonzalo Carballo |

#### Skupina C
| Tým                     | Z | V | R | P | VG | IG | +/− | B |
| ----------------------- | - | - | - | - | -- | -- | --- | - |
| Senegal                 | 3 | 2 | 0 | 1 | 17 | 11 | +6  | 6 |
| Rusko                   | 3 | 2 | 0 | 1 | 14 | 14 | 0   | 6 |
| Bělorusko               | 3 | 1 | 0 | 2 | 10 | 13 | −3  | 3 |
| Spojené arabské emiráty | 3 | 1 | 0 | 2 | 6  | 9  | −3  | 3 |

| 22. listopadu 2019 16:15                                                                   |        | |                                                                    |
| Senegal                                                                                    | 7 : 8  | Rusko                                                                                              | Los Pynandi Stadium, Luque diváci: 277 rozhodčí: Gustavo Domínguez |
| Lansana Diassy 5', 17' Babacar Fall 15', 33' Raoul Mendy 26' Mamour Diagne 29', 34' (pen.) | Report | Ibra Thioune 1' (vl.) Boris Nikonorov 4', 34' Fedor Zemskov 8', 31', 32' Artur Paporotnyi 23', 34' | Los Pynandi Stadium, Luque diváci: 277 rozhodčí: Gustavo Domínguez |

| 22. listopadu 2019 19:25                                                           |        |                         |                                                               |
| Bělorusko                                                                          | 5 : 1  | Spojené arabské emiráty | Los Pynandi Stadium, Luque diváci: 538 rozhodčí: Adil Ouchker |
| Illia Savich 4' Valery Makarevich 19' Dzianis Samsonov 29' Ihar Bryshtsel 31', 32' | Report | Ahmed Beshr 26'         | Los Pynandi Stadium, Luque diváci: 538 rozhodčí: Adil Ouchker |

| 24. listopadu 2019 16:15 |        |                                                                                  |                                                               |
| Rusko                    | 1 : 4  | Spojené arabské emiráty                                                          | Los Pynandi Stadium, Luque diváci: 368 rozhodčí: Mariano Romo |
| Artur Paporotnyi 19'     | Report | Mohamed Al-Bahri 2' Ali Mohammad 23' Hesham Muntaser 32' (pen.) Waleed Beshr 33' | Los Pynandi Stadium, Luque diváci: 368 rozhodčí: Mariano Romo |

| 24. listopadu 2019 19:25          |        |                                                                      |                                                             |
| Bělorusko                         | 2 : 7  | Senegal                                                              | Los Pynandi Stadium, Luque diváci: 736 rozhodčí: Ivo Moraes |
| Aleh Hapon 15' Ihar Bryshtsel 30' | Report | Raoul Mendy 6', 25' Ninou Diatta 7' Mamour Diagne 27', 29', 29', 32' | Los Pynandi Stadium, Luque diváci: 736 rozhodčí: Ivo Moraes |

| 26. listopadu 2019 16:15 |        |                                                    |                                                                |
| Spojené arabské emiráty  | 1 : 3  | Senegal                                            | Los Pynandi Stadium, Luque diváci: 308 rozhodčí: Raúl González |
| Ali Karim 32'            | Report | Mamadou Sylla 27' Ninou Diatta 28' Raoul Mendy 30' | Los Pynandi Stadium, Luque diváci: 308 rozhodčí: Raúl González |

| 26. listopadu 2019 19:25                                         |        |                                                        |                                                                     |
| Rusko                                                            | 5 : 3  | Bělorusko                                              | Los Pynandi Stadium, Luque diváci: 1 163 rozhodčí: Gionni Matticoli |
| Boris Nikonorov 6', 16', 34' Fedor Zemskov 14' Dmitrij Šišin 36' | Report | Aleh Hapon 5' Ihar Bryshtsel 7' Ivan Kanstantsinau 10' | Los Pynandi Stadium, Luque diváci: 1 163 rozhodčí: Gionni Matticoli |

#### Skupina D
| Tým         | Z | V | R | P | VG | IG | +/− | B |
| ----------- | - | - | - | - | -- | -- | --- | - |
| Brazílie    | 3 | 3 | 0 | 0 | 29 | 11 | +18 | 9 |
| Portugalsko | 3 | 2 | 0 | 1 | 20 | 11 | +9  | 6 |
| Omán        | 3 | 1 | 0 | 2 | 9  | 16 | −7  | 3 |
| Nigérie     | 3 | 0 | 0 | 3 | 8  | 28 | −20 | 0 |

| 22. listopadu 2019 17:50                                                                                    |        |               |                                                                     |
| Portugalsko                                                                                                 | 10 : 1 | Nigérie       | Los Pynandi Stadium, Luque diváci: 302 rozhodčí: Gumercindo Batista |
| Belchior 13', 25' Jordan Santos 14' Torres 15', 32' (pen.), 33' Coimbra 24', 34' Leo Martins 24' Madjer 36' | Report | Azeez Abu 12' | Los Pynandi Stadium, Luque diváci: 302 rozhodčí: Gumercindo Batista |

| 22. listopadu 2019 21:00                                                    |        |                                        |                                                                  |
| Brazílie                                                                    | 8 : 2  | Omán                                   | Los Pynandi Stadium, Luque diváci: 928 rozhodčí: Vitalij Gomolko |
| Bokinha 4' (pen.), 11' Mauricinho 6', 19', 29' Filipe 12', 32' Catarino 35' | Report | Nooh Al-Zadjali 8' Sami Al-Bulushi 33' | Los Pynandi Stadium, Luque diváci: 928 rozhodčí: Vitalij Gomolko |

| 24. listopadu 2019 17:50                                         |        | |                                                                |
| Nigérie                                                          | 5 : 6  | Omán                                                                                                  | Los Pynandi Stadium, Luque diváci: 445 rozhodčí: Roman Borisov |
| Emeka Ogbonna 11', 15', 26' Adams Taiwo 27' Godspower Igudia 31' | Report | Eid Al-Farsi 5', 20' Jalal Al-Sinani 8' Mushel Al-Araimi 20' Sami Al-Bulushi 24' Khalid Al-Oraimi 28' | Los Pynandi Stadium, Luque diváci: 445 rozhodčí: Roman Borisov |

| 24. listopadu 2019 21:00                                                                                                 |        |                                                                                 |                                                               |
| Brazílie | 9 : 7  | Portugalsko                                                                     | Los Pynandi Stadium, Luque diváci: 1 521 rozhodčí: Shao Liang |
| Mauricinho 1' Bruno Xavier 13' Catarino 13' Bokinha 17', 18' Coimbra 19' (vl.) Rodrigo 20' Filipe 30' (pen.) Datinha 36' | Report | Jordan Santos 9', 28' Coimbra 12', 28' Leo Martins 16', 22' Belchior 23' (pen.) | Los Pynandi Stadium, Luque diváci: 1 521 rozhodčí: Shao Liang |

| 26. listopadu 2019 17:50 |        |                                           |                                                               |
| Omán                     | 1 : 3  | Portugalsko                               | Los Pynandi Stadium, Luque diváci: 537 rozhodčí: Adil Ouchker |
| Jalal Al-Sinani 9'       | Report | Coimbra 5' Bê Martins 21' Leo Martins 28' | Los Pynandi Stadium, Luque diváci: 537 rozhodčí: Adil Ouchker |

| 26. listopadu 2019 21:00          |        | |                                                                      |
| Nigérie                           | 2 : 12 | Brazílie | Los Pynandi Stadium, Luque diváci: 1 719 rozhodčí: Gustavo Domínguez |
| Egan-Osi Ekujumi 9' Azeez Abu 17' | Report | Mauricinho 4' Lucão 6', 19' Rodrigo 16', 25', 27' Rafinha 29' Bokinha 29' (pen.), 35' Bruno Xavier 32' Catarino 33' Filipe 34' | Los Pynandi Stadium, Luque diváci: 1 719 rozhodčí: Gustavo Domínguez |

## Vyřazovací fáze
|  | Čtvrtfinále                | Čtvrtfinále                |                            |          | Semifinále  | Semifinále  |  |  | Finále                   | Finále |
|  |                            |                            |                            |          |             |             |  |  |                          |        |
|  | 28. listopadu 2019 - Luque |                            |                            |          |             |             |  |  |                          |        |
|  |                            |                            |                            |          |             |             |  |  |                          |        |
|  | Itálie                     | 5                          |                            |          |             |             |  |  |                          |        |
|  | Itálie                     | 5                          | 30. listopadu 2019 - Luque |          |             |             |  |  |                          |        |
|  | Švýcarsko                  | 4                          |                            |          |             |             |  |  |                          |        |
|  | Švýcarsko                  | 4                          | Itálie (prod.)             | 8        |             |             |  |  |                          |        |
|  | 28. listopadu 2019 - Luque |                            | Itálie (prod.)             | 8        |             |             |  |  |                          |        |
|  |                            | Rusko                      | 7                          |          |             |             |  |  |                          |        |
|  | Brazílie                   | Rusko                      | 7                          | 3        |             |             |  |  |                          |        |
|  | Brazílie                   |                            | 1. prosince 2019 - Luque   | 3        |             |             |  |  |                          |        |
|  | Rusko                      | 4                          |                            |          |             |             |  |  |                          |        |
|  | Rusko                      | 4                          | Itálie                     | 4        |             |             |  |  |                          |        |
|  | 28. listopadu 2019 - Luque |                            | Itálie                     | 4        |             |             |  |  |                          |        |
|  |                            | Portugalsko                | 6                          |          |             |             |  |  |                          |        |
|  | Japonsko                   | Portugalsko                | 6                          | 3        |             |             |  |  |                          |        |
|  | Japonsko                   | 30. listopadu 2019 - Luque |                            | 3        |             |             |  |  |                          |        |
|  | Uruguay                    | 2                          |                            |          |             |             |  |  |                          |        |
|  | Uruguay                    | 2                          | Japonsko                   | 3 (1)    | Třetí místo | Třetí místo |  |  |                          |        |
|  | 28. listopadu 2019 - Luque |                            | Japonsko                   | 3 (1)    | Třetí místo | Třetí místo |  |  |                          |        |
|  |                            | Portugalsko (pen.)         | 3 (2)                      |          |             |             |  |  |                          |        |
|  | Senegal                    | Portugalsko (pen.)         | 3 (2)                      | 2        | Rusko       | 5           |  |  |                          |        |
|  | Senegal                    |                            |                            | 2        | Rusko       | 5           |  |  |                          |        |
|  | Portugalsko                | 4                          |                            | Japonsko | 4           |             |  |  |                          |        |
|  | Portugalsko                | 4                          |                            |          | 4           |             |  |  |                          |        |
|  |                            |                            |                            |          |             |             |  |  | 1. prosince 2019 - Luque |        |
|  |                            |                            |                            |          |             |             |  |  |                          |        |

#### Čtvrtfinále
| 28. listopadu 2019 16:15 |        |                                                            |                                                                |
| Brazílie                 | 3 : 4  | Rusko                                                      | Los Pynandi Stadium, Luque diváci: 1 401 rozhodčí: Said Hachim |
| Rodrigo 1', 13' Mão 5'   | Report | Fedor Zemskov 2' Dmitrij Šišin 20' Kirill Romanov 24', 31' | Los Pynandi Stadium, Luque diváci: 1 401 rozhodčí: Said Hachim |

| 28. listopadu 2019 17:50         |        |                                                                          |                                                                     |
| Senegal                          | 2 : 4  | Portugalsko                                                              | Los Pynandi Stadium, Luque diváci: 1 193 rozhodčí: Gonzalo Carballo |
| Mamadou Sylla 3' Raoul Mendy 36' | Report | Jordan Santos 8' Lansana Diassy 20' (vl.) Leo Martins 22' Bê Martins 32' | Los Pynandi Stadium, Luque diváci: 1 193 rozhodčí: Gonzalo Carballo |

| 28. listopadu 2019 21:00                              |        |                                               |                                                                      |
| Japonsko                                              | 3 : 2  | Uruguay                                       | Los Pynandi Stadium, Luque diváci: 1 072 rozhodčí: Sofien Benchabane |
| Takaaki Oba 8' Masanori Okuyama 11' Teruki Tabata 16' | Report | Gaston Laduche 20' (pen.) Marcelo Capurro 36' | Los Pynandi Stadium, Luque diváci: 1 072 rozhodčí: Sofien Benchabane |

#### Semifinále
| 30. listopadu 2019 18:00                             |        |                                    |                                                                   |
| Japonsko                                             | 3 : 3  | Portugalsko                        | Los Pynandi Stadium, Luque diváci: 707 rozhodčí: Łukasz Ostrowski |
| Ozu Moreira 11' Šušei Jamauči 13' Takuya Akaguma 36' | Report | Leo Martins 2' Bê Martins 29', 31' | Los Pynandi Stadium, Luque diváci: 707 rozhodčí: Łukasz Ostrowski |

|                                         |       | Penaltový rozstřel |  |
| Ozu Moreira Šušei Jamauči Teruki Tabata | 1 : 2 | Madjer Coimbra     |  |

#### O 3. místo
| 1. prosince 2019 16:15                                           |        |                                                       |                                                                 |
| Rusko                                                            | 5 : 4  | Japonsko                                              | Los Pynandi Stadium, Luque diváci: 2 739 rozhodčí: Juan Angeles |
| Fedor Zemskov 8', 23', 29' Andrei Novikov 8' Aleksej Makarov 26' | Report | Takuya Akaguma 4', 8' Ozu Moreira 12' Takaaki Oba 23' | Los Pynandi Stadium, Luque diváci: 2 739 rozhodčí: Juan Angeles |